# Chiesa di Santa Maria Assunta (Ghemme)
La chiesa di Santa Maria Assunta è la parrocchiale di Ghemme, in provincia e diocesi di Novara; fa parte dell'unità pastorale della Bassa Valsesia.

## Storia
La prima citazione di una pieve a Ghemme risale al 1013.
La prima pietra dell'attuale parrocchiale venne posta nel 1666; inizialmente i lavori furono condotti da maestranze svizzere e vercellesi sotto la supervisione del capomastro Pietro Mazzetti, ma poi vennero terminati verso la fine del secolo da maestranze biellesi diretta dalla famiglia Magnano.
All'inizio del XVIII secolo l'edificio fu allungato di una campata verso la piazza e verso il 1720 venne completata la facciata, progettata dal milanese Carlo Federico Pietrasanta; la consacrazione fu impartita nel 1731.
Tra il 1879 ed il 1884 il campanile venne sopraelevato per volere dell'allora parroco don Ercole Marietti.

## Interno
Opere di pregio conservate all'interno della chiesa, che è ad un'unica navata con quattro cappelle per lato, sono l'altare maggiore, realizzato in marmi policromi su progetto di Benedetto Alfieri del 1763, gli affreschi del milanese Bianchi che rappresentano la Gloria della Beata Panacea e le Virtù di Panacea, la pala raffigurante l'Assunta, eseguita nel 1745 da Giuseppe Antonio Pianca, una statua con soggetto San Francesco Saverio, realizzata da Vincenzo Ardia, e una con soggetto la Madonna del Rosario, opera di Francesco Sella.